# John Godina
John Carl Godina (* 31. Mai 1972 in Fort Sill, Oklahoma) ist ein ehemaliger US-amerikanischer Kugelstoßer und Diskuswerfer. 

## Sportliche Erfolge
Godina wurde im Jahr 1995 in Göteborg Weltmeister im Kugelstoßen. Diesen Erfolg wiederholte er 1997 in Athen und 2001 in Edmonton. Bei den Olympischen Spielen 1996 in Atlanta gewann er die Silbermedaille, bei den Spielen 2000 in Sydney die Bronzemedaille. 
Godina bestritt darüber hinaus immer wieder auch Wettbewerbe im Diskuswurf auf hohem internationalen Niveau. So nahm er an den Olympischen Spielen 2000 und 2004 teil. Bei den Weltmeisterschaften 1997 in Athen belegte er den fünften Rang mit 65,40 m.

## Persönliche Bestleistungen
Seine Bestleistungen im Kugelstoßen datieren aus dem Jahr 2005 mit 22,20 m (Freiluft), aufgestellt in Carson, sowie 21,83 m (Halle), aufgestellt in Boston. Seine 1998 in Salinas aufgestellte Bestweite im Diskuswurf beträgt 69,91 m.

## Besonderheiten
Godina erreichte 1998 die weltweit besten Leistungen an einem Tag im Kugelstoßen (21,78 m) und Diskuswurf (66,47 m). Er übertraf 85-mal die 21-Meter-Marke.
2009 beendete er seine Karriere.

## Sonstiges
Bei einer Körpergröße von 1,93 m wird sein Wettkampfgewicht mit 129 kg angegeben.